# Kerstin Dautenhahn
Kerstin Dautenhahn  (* 30. Januar 1964) ist eine deutsche Biologin,  Informatikerin und Hochschullehrerin. Sie ist Professorin für Elektro- und Computertechnik an der University of Waterloo und forscht in den Bereichen Soziale Robotik und Mensch-Roboter-Interaktion.

## Leben und Werk
Dautenhahn studierte ab 1983 Biologie an der Universität Bielefeld, wo sie 1990 ein Diplom in Biologie erhielt und 1993 am Institut für Biologische Kybernetik promovierte. Anschließend forschte sie als Postdoctoral Research Fellow bis 1996 an dem GMD-Forschungszentrum Informationstechnik und dann für 10 Monate im Artificial Intelligence Laboratory an der Vrije Universiteit Brussel. Von 1997 bis 2000 war sie als Lecturer im Department of Kybernetics an der University of Reading tätig. Im Jahr 2000 wurde sie Principal Lecturer am Department of Computer Science (heute School of Computer Science) der University of Hertfordshire, 2001 wurde sie zum Reader und 2003 zum Research Professor befördert. 2018 übernahm sie ihre derzeitige Position als Canada 150 Research Chair in Intelligent Robotics an der University of Waterloo und ist Direktorin des Social and Intelligent Robotics Research Laboratory (SIRRL). Gleichzeitig ist sie Gastprofessorin an der University of Hertfordshire.

## Forschung

### Projekt Kaspar

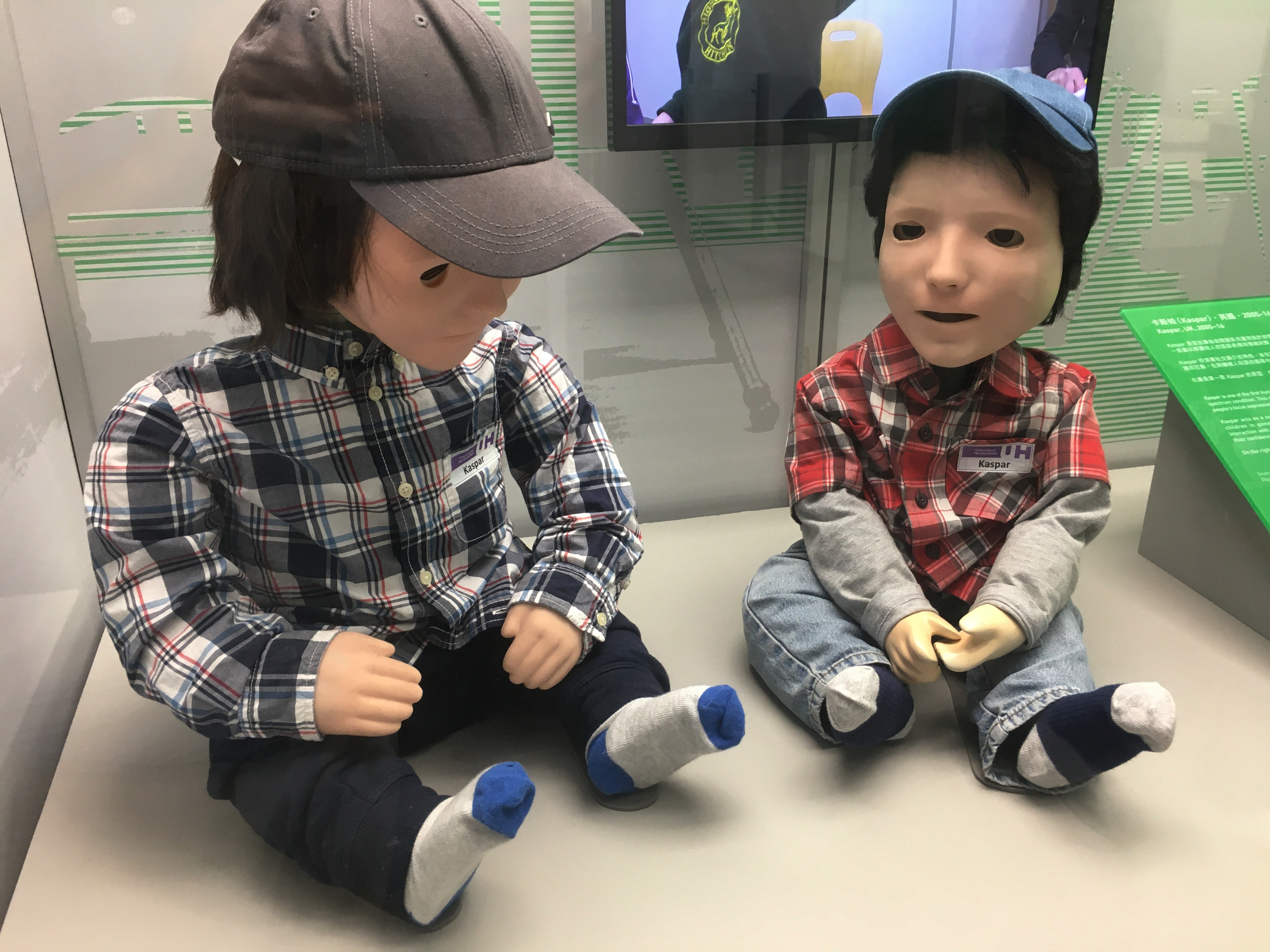
Zwei lebensechte Roboter, die entwickelt wurden, um Kindern mit Autismus-Spektrum-Störungen grundlegende soziale Fähigkeiten beizubringen, wie das Berühren anderer mit angemessener Kraft

Dautenhahn begann 1998 mit ihrem Team der Adaptive Systems Research Group der University of Hertfordshire mit der Entwicklung und Erforschung von Robotern als therapeutisches Spielzeug für Kinder mit Autismus, die Schwierigkeiten haben, mit der Außenwelt zu interagieren oder zu kommunizieren. Sie veröffentlichte 1999 den ersten Artikel, in dem sie die Vorteile interaktiver Roboter für die Therapie und Erziehung von Kindern mit Autismus untersuchte. Aufbauend auf ihren Forschungen wurde 2005 das Kaspar-Projekt ins Leben gerufen.
Sie ist gemeinsam mit Angelo Cangelosi Chefredakteurin der Zeitschrift Interaction Studies – Social Behavior and Communication in Biological and Artificial Systems, Editorial Board Member von Adaptive Behavior, Mitherausgeberin des International Journal of Social Robotics und Mitherausgeberin von IEEE Transactions on Cognitive and Developmental Systems (ehemals IEEE Transactions on Autonomous Mental Development). Sie ist Herausgeberin der Buchreihe Advances in Interaction Studies und ist im Advisory Board der Zeitschrift AI and Society. Sie hat 10 verschiedene Sonderausgaben von Zeitschriften herausgegeben und mehr als 200 Forschungsartikel veröffentlicht. Im Januar 2022 betrug ihr H-Index 84.

## Mitgliedschaften
- Institute of Electrical and Electronics Engineers (IEEE)
- Association for Computing Machinery
- Fellow der Royal Society for the promotion of Arts, Manufactures and Commerce (RSA)[9]
- Vorstandsmitglied der International Foundation for Responsible Robotics
- seit 2006 Mitglied des Standing Steering Committee der IEEE-Konferenz RO-MAN (Human and Robot Interactive Communication)
- seit 2023 Fellow der Royal Society of Canada[10]

## Auszeichnungen
- 2019 - IEEE Fellow[11]
- Lifelong Fellow der Society for the Study of Artificial Intelligence and Simulation of Behavior (AISB)[12]

## Veröffentlichungen (Auswahl)
- mit Luke Jai Wood, Abolfazl Zaraki, Ben Robins: Developing Kaspar: A Humanoid Robot for Children with Autism. Int. J. Soc. Robotics 13(3), S. 491–508, 2021.
- mit Moojan Ghafurian, Gabriella Lakatos: Affective Expression Design and Perceived Appearance des zoomorphen Miro-Roboters. International Journal of Social Robotics, 2022.
- mit Moojan Ghafurian, Jesse Hoey: Social Robots for the Care of Persons with Dementia: A Systematic Review.  ACM Transactions on Human Robot Interactio, 2021.
- mit Chrystopher L.I. Nehaniv: Imitation in Animals and Artifacts. MIT Press Ltd, 2014, ISBN 978-0-262-52775-0.
- mit Joe Saunders: New Frontiers in Human - Robot Interaction. J. Benjamins Pub.,2011, ISBN 978-90-272-0455-4.